# Canberra
Canberra is de federale hoofdstad van het Gemenebest van Australië en ligt in het Australian Capital Territory (Australisch Hoofdstedelijk Territorium). Met 395.488 inwoners (2016) is het de op zeven na grootste stad van het land.

## Geschiedenis
In de jaren 1820 kwamen de eerste Europese kolonisten naar de streek waar tegenwoordig Canberra ligt om er schapen te houden.
In 1908 werd, na jarenlange discussies over een geschikte plaats, de huidige locatie uitgekozen als hoofdstad. Voor een nieuwe stad werd gekozen om na-ijver tussen Sydney en Melbourne te voorkomen. Canberra ligt dan ook tussen beide steden in (300 km van Sydney en 650 km van Melbourne). Sinds het parlementsgebouw geopend werd in 1927, fungeert Canberra als zetel voor het parlement. De naam betekent Ontmoetingsplaats in de taal van de Aboriginals.

## Geografie
De stad is de grootste van Australië die niet aan de zee grenst, en de op zeven na grootste in heel Australië. De Australische Grondwet schrijft voor dat elke hoofdstad toegankelijk naar zee moet zijn. Hiervoor is het Jervis Bay Territorium in het zuiden van New South Wales bij het Australisch Hoofdstedelijk Territorium gevoegd. Het ligt op ongeveer drie uur rijden van Canberra, en is inmiddels een nationaal park.

## Bestuurlijke indeling
Canberra werd oorspronkelijk ontworpen door de Amerikaanse stedenbouwer Walter Burley Griffin en bestaat uit een centrum met onder andere de parlementsgebouwen en de gebouwen van de verschillende departementen. Een belangrijk onderdeel van Griffins ontwerp is het Lake Burley Griffin, een decoratief stuwmeer in de rivier de Molonglo dat in het midden van de stad ligt. Naast het centraal gelegen centrum (in de volksmond Civic genoemd) zijn er in de omliggende wijken nog een aantal centra te vinden. Woden, Belconnen, Tuggeranong en Gungahlin zijn de belangrijkste plaatsen die alle beschikken over grote winkelcentra.

## Bezienswaardigheden
- National Library of Australia
- National Archives of Australia
- Telstra Tower
- Australian National Botanic Gardens op Black Mountain
- National Zoo and Aquarium op Scrivener Dam
- National Science en Technology Centre

## Economie
De bevolking woont in verschillende door groenstroken gescheiden woonkernen, ieder met hun eigen winkelcentrum.
Hoewel het grootste deel van de bevolking uit ambtenaren bestaat, is er een plaatselijke industrie, hoofdzakelijk ten behoeve van de plaatselijke bevolking. Er leven ook veel studenten.

## Cultuur

### Musea en beeldenparken
- Australian War Memorial
- Canberra Museum and Gallery (CMAG)
- Canberra Contemporary Art Space
- National Gallery of Australia
- Beeldenpark van de National Gallery of Australia
- Reconciliation Place
- National Museum of Australia
- National Portrait Gallery of Australia
- National Dinosaur Museum and Questacon

In Canberra is het Australian Network for Plant Conservation gevestigd, een organisatie die zich richt op de bescherming van planten die van nature in Australië voortkomen.

## Verkeer en vervoer
De luchthaven van Canberra is Canberra International Airport. De luchthaven heeft in 2018 zijn eerste internationale bestemmingen gekregen, hoewel vrijwel alle internationale vluchten via Sydney of Melbourne vliegen. daarvoor is de luchthaven verbouwd en heeft nu alle faciliteiten om internationale passagiers te kunnen ontvangen. Ondanks dit wordt er vooral door buitenlandse staatshoofden gebruik van gemaakt. 
3 keer per dag is er een treinverbinding met Sydney. 
Canberra beschikt over een lokaal busnetwerk dat alle wijken met de verschillende centra verbindt. Verbindingen met andere steden (interstate) worden door verschillende commerciële maatschappijen uitgevoerd. Murrays en Greyhound rijden dagelijks meerdere diensten op Melbourne en Sydney.
Sinds 2019 heeft Canberra een tram, light rail, die er nog niet eerder was.
De taxi is ook een veelgebruikt vervoermiddel in Canberra. Op dagen dat het parlement zit is het echter zeer moeilijk taxi's te bemachtigen aangezien ze bijna allemaal van en naar Parliament House rijden.

## Politiek
Als hoofdstad biedt Canberra onderdak aan het nationale parlement in Parliament House. Canberra zelf wordt als territorium bestuurd door een lokaal gekozen bestuur, geleid door de Chief Minister. Deze heeft minder macht dan de Premiers van de verschillende staten: de nationale regering kan lokale wet- en regelgeving overrulen.
Omdat het territorium ongeveer net zo groot is als de stad zelf is er geen apart bestuur voor de stad, er is dus geen burgemeester.

## Stedenbanden
Canberra heeft stedenbanden met:
- Atlanta (Verenigde Staten)
- Dili (Oost-Timor), sinds 2004[2]
- Nara (Japan), sinds 1993[3]
- Peking (China)
- Versailles (Frankrijk)

## Onderwijs
In Canberra is een universiteit gevestigd, de Australian National University (ANU). Iets verder buiten het centrum ligt het grote campuscomplex van de University of Canberra terwijl ook de Australian Catholic University in Canberra gevestigd is.
Tevens is er de Australian Defence Force Academy gevestigd. Het lesprogramma wordt door de Universiteit van New South Wales verzorgd. De cadetten krijgen hier een undergraduate opleiding (BA). Ook is er de mogelijkheid voor sommigen om een 'postgraduate degree' (master) te verkrijgen of te promoveren (PhD).

## Sport
Canberra was van 1999 tot en met 2001 gastheer van de Australia World Cup, een eendaagse wielerwedstrijd voor vrouwen die meetelde in de strijd om de UCI Women's Road World Cup.

## Geboren in Canberra
- Stuart Rendell (1972), atleet
- Alex O'Loughlin (1976), acteur
- Ben Williams (1977), voetbalscheidsrechter
- Josip Šimunić (1978), Kroatisch voetballer
- Rory Sutherland (1982), wielrenner
- Carl Valeri (1984), voetballer
- Gracie Elvin (1988), wielrenster
- Kaz Patafta (1988), voetballer
- Laura Peel (1989), freestyleskiester
- Mia Wasikowska (1989), actrice
- Caroline Buchanan (1990), BMX-rijdster
- Ben Treffers (1991), zwemmer
- Anna Flanagan (1992), hockeyspeelster
- Nick Kyrgios (1995), tennisser
- Dylan Hopkins (2001), wielrenner
- Oscar Chamberlain (2005), wielrenner